# جوزيف كيزيتو
جوزيف كيزيتو (بالإنجليزية: Joseph Kizito)‏ هو لاعب كرة قدم أوغندي في مركز ظهير ‏، ولد في 27 يوليو 1982 في كامبالا في أوغندا. شارك مع منتخب أوغندا لكرة القدم. أما مع النوادي، فقد لعب مع نادي بارتيزان ونادي فويفودينا وناكيفوبو فيلا.

## وصلات خارجية
- جوزيف كيزيتو على موقع الاتحاد الدولي (مؤرشف)  (الإنجليزية)
- جوزيف كيزيتو على موقع قاعدة بيانات كرة القدم.إي يو (الإنجليزية)
- جوزيف كيزيتو على موقع ناشيونال فوتبول تيمز (الإنجليزية)
- جوزيف كيزيتو على موقع Soccerway.com (الإنجليزية)
- جوزيف كيزيتو على موقع عالم كرة القدم.نت (الإنجليزية)